# Villa Rimpau

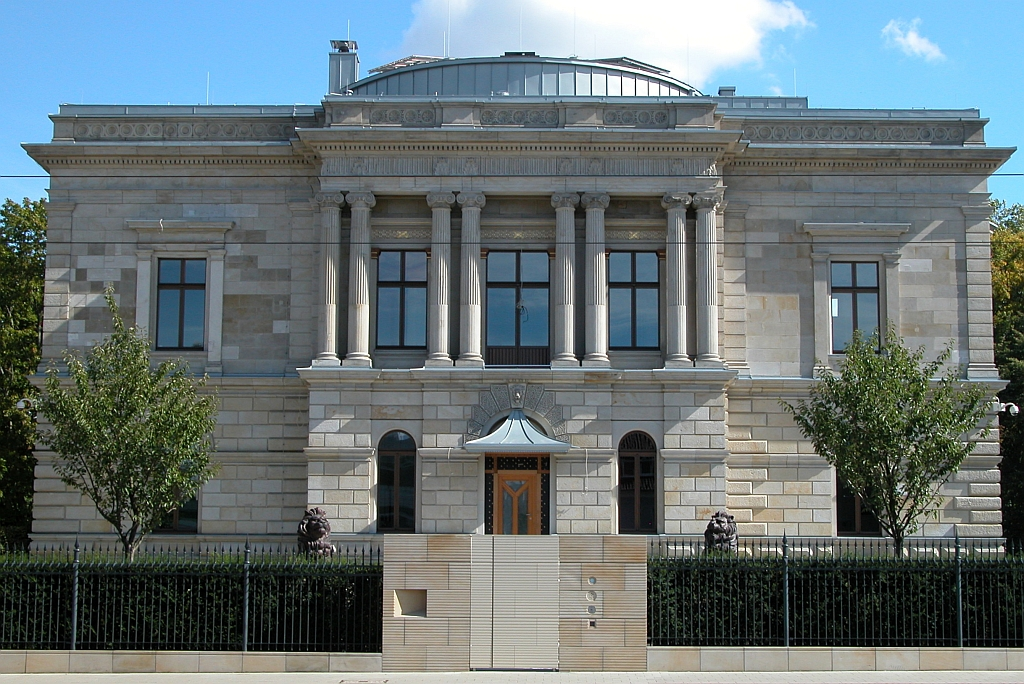
Die Villa im Jahre 2010

Die Villa Rimpau, auch Rimpausche Villa genannt, befindet sich in Braunschweig, Wolfenbütteler Straße 2. Benannt ist das Gebäude nach seinem ersten Eigentümer, dem Gutsbesitzer und Unternehmer Arnold Rimpau (1856–1936). Die Villa wurde 1881/82 nach Plänen des Architekten Constantin Uhde im Stil der Neorenaissance erbaut. Das unter Denkmalschutz stehende Gebäude zählt zu den Hauptwerken historischer Villenarchitektur in Braunschweig.

## Geschichte
Die Villa befindet sich im Süden Braunschweigs an der heutigen Wolfenbütteler Straße. Das ausgedehnte Anwesen nimmt große Teile der Fläche zwischen der Adolfstraße im Osten, der Campestraße im Süden und dem Okerumflutgraben im Norden ein. Die seit 1860 so bezeichnete Wolfenbütteler Straße befand sich Mitte des 19. Jahrhunderts noch außerhalb des Stadtgebietes vor dem 1894/95 abgerissenen Augusttor. Sie war Teil eines großbürgerlichen Wohngebietes mit Alleecharakter, teils doppelreihig mit Lindenbäumen bestanden.

### Rimpausche Villa
Im Jahre 1852 erwarb der Unternehmer Peter Wilhelm Friedrich von Voigtländer das Grundstück und ließ darauf u. a. ein Landhaus errichten. Nach dessen Tod 1878 erwarb der Kaufmann August Rimpau Grundstück und Gebäude im Jahre 1881 von den Erben Voigtländers. Rimpau ließ das Landhaus anschließend abreißen und nach Plänen des Braunschweiger Architekten Constantin Uhde eine neue Villa für seinen Sohn Arnold erbauen. Arnold Rimpau bewohnte das Gebäude bis zu dessen Verkauf 1932.

#### Architektur

Grundriss des Erdgeschosses von Constantin Uhde

Das auf der im Westen befindlichen Haupt- und Eingangsseite symmetrische, zweigeschossige Gebäude wurde im Stil der Neorenaissance mit Sandsteinquadern ausgeführt. Uhde konzipierte dazu einen zum großzügig angelegten herrschaftlichen Haus in direktem Bezug stehenden Landschaftsgarten. Die Eingangsseite der Villa ist von der Wolfenbütteler Straße zurückgesetzt, zum einen, um einen gewissen Abstand zu wahren, zum anderen, um Platz für eine großzügige Auffahrt zu erhalten. Zur Straßenseite hin befindet sich eine große Freitreppe, auf der Rückseite eine Veranda mit Treppe zum Garten. Der auffällige Mittelrisalit weist im Obergeschoss acht ionische Säulen auf, die jeweils paarig angeordnet sind. In der architektonischen Ausgestaltung und der räumlichen Gestaltung erinnert die Rimpausche Villa an das Braunschweiger Schloss. Innen ist die Villa durch eine kreisrunde über beide Etagen gehende Eingangshalle geprägt. Die Symmetrie der Eingangsseite wurde weder auf einer der anderen Gebäudeseiten noch im Inneren bei der Raumverteilung und -gestaltung beibehalten.

#### Rimpaus Garten

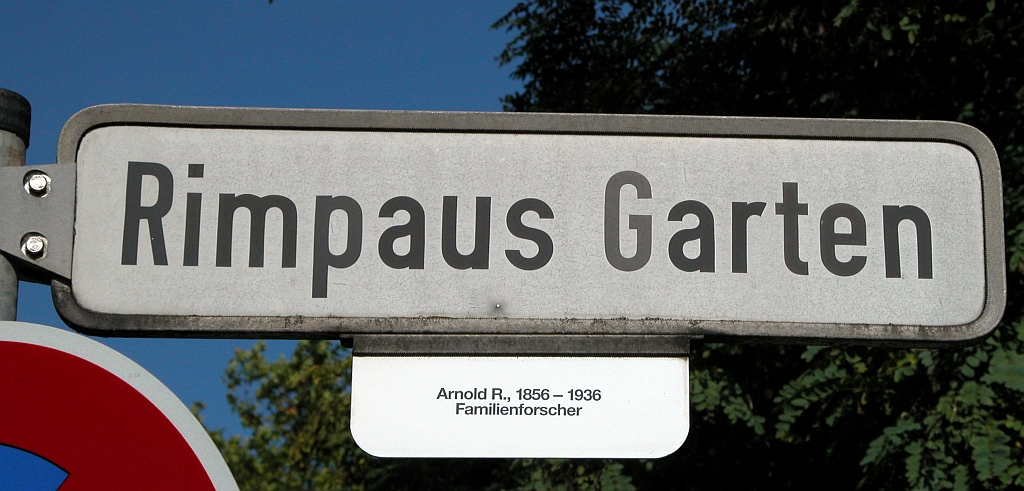
Straßenschild (2010)

Auf dem nordöstlichen Teil des Grundstücks in Richtung Oker wurde ein großer Landschaftsgarten angelegt, der „Rimpaus Garten“ genannt wird. Von 1955 bis zum Verkauf des Grundstücks im Jahre 2006 wurde „Rimpaus Garten“ als öffentliche Grünanlage genutzt, wobei man sich ab 1975 bemühte, den Charakter eines Villengartens wieder zu rekonstruieren. Ein Weg, der an der Oker entlang die Wolfenbütteler Straße mit der Adolfstraße verbindet, trägt noch heute den Namen „Rimpaus Garten“.

### Adolf-Hitler-Haus
1932 erwarb die Braunschweigische Lebensversicherungsbank das Gebäude von Arnold Rimpau und verkaufte es im Jahr darauf an die NSDAP, die es am 24. September 1933 zum Amtssitz des NSDAP-Kreisleiters der Stadt Braunschweig „weihte“. Erster Kreisleiter war Wilhelm Hesse (1933–1938), gefolgt von Arnold Krebs (1938–1940), Kurt Beier (1940–1944) und schließlich Berthold Heilig (19. März 1944 bis 8. Mai 1945). Das Gebäude wurde in „Adolf-Hitler-Haus“ umbenannt. Die Nationalsozialisten nannten es in Anlehnung an die NSDAP-Parteizentrale in München auch „Braunes Haus“. Neben der NSDAP-Kreisleitung hatten auch die Deutsche Arbeitsfront und die Gauinspektion Braunschweig ihren Sitz in der Villa. Nachdem das Gebäude im Laufe des Zweiten Weltkrieges beim Bombenangriff vom 15. Oktober 1944 schwer beschädigt worden war, zog die Kreisleitung am 1. November 1944 in das Veltheimsche Haus am Burgplatz um, wo sie bis zum 12. April 1945 blieb.

### Sozialgericht Braunschweig
Nach Kriegsende wurde die Villa nach Reparaturen zwischen 1945 und 1952 vom Deutschen Gewerkschaftsbund genutzt. Anschließend bezog das Sozialgericht Braunschweig das Gebäude und blieb dort 54 Jahre lang bis zu seinem Umzug 2006 in die Straße Am Wendentor.

### Villa Knapp
Im Jahre 2006 erwarb Friedrich Knapp, Unternehmer und Gründer des Bekleidungsunternehmens New Yorker, die Villa vom Land Niedersachsen und ließ sie über mehrere Jahre hinweg aufwändig restaurieren und wieder in ein Wohngebäude zurückverwandeln, da die mehrfache Umnutzung des Gebäudes, insbesondere seit 1932, auch zu zum Teil erheblichen Veränderungen in den Räumlichkeiten geführt hatte. Der dazugehörige Garten wurde durch Zukauf vergrößert. Die Arbeiten wurden 2010 abgeschlossen.